# Miguel Plopschi
Mihail Plopschi, mais conhecido como Miguel Plopschi (Bucareste, 25 de setembro de 1944), é um produtor musical, diretor e saxofonista romeno. Mudou-se para o Brasil em 1963, sendo estudante de engenharia na Universidade Federal do Rio de Janeiro (UFRJ).
Começou sua carreira musical inicialmente com os Fevers, integrando a banda como saxofonista. Começou a trabalhar como produtor musical na gravadora Philips e produziu seu primeiro disco, A Juventude Manda vol. II, dos Fevers.
Plopschi já produziu discos para artistas como: Wanderley Cardoso, Paulo Sérgio, Fernando Mendes, José Augusto, Reginaldo Rossi, Odair José, Agnaldo Timóteo e os próprios Fevers.
Quando chegou à RCA em 1983, ajudou a alavancar o sucesso da dupla Michael Sullivan e Paulo Massadas, apresentando várias composições deles para outros artistas tocarem, incluindo sucessos como "Whisky a Go Go", do Roupa Nova, e "Um Dia de Domingo", de Gal Costa.

## Produções

### Álbuns produzidos
- 1975 - Galeria do Amor (Agnaldo Timóteo)[4]
- 1975 - Golden Boys (Golden Boys)[4]
- 1976 - Perdido na Noite (Agnaldo Timóteo)[4]
- 1977 - Eu Pecador - (Agnaldo Timóteo)[4]
- 1980 - A Volta (Reginaldo Rossi)
- 1981 - Cheio De Amor (Reginaldo Rossi)
- 1982 - Fantasia (Egberto Gismonti)[4]
- 1982 - Não Vivo Sem Meu Rock/Tem Que Provar (Lauro Corona)[4]
- 1983 - Vital e Sua Moto/Patrulha Noturna (Os Paralamas do Sucesso)[4]
- 1987 - Lua de Mel Como o Diabo Gosta (Gal Costa)[4]
- 2006 - Rafael Rabelo e Déo Rian - (Raphael Rabello e Déo Rian)[4]

### Direção artística
- 1983 - Radioatividade (Blitz)[4]
- 1984 - Eterno/Realegrar (Ano Luz)[4]
- 1984 - Danado De Bom (Luiz Gonzaga)
- 1984 - Luiz Gonzaga & Fagner
- 1984 - Os Tipos que Eu Não Fui (Lobão e os Ronaldos)[4]
- 1984 - Ronaldo Foi Pra Guerra (Lobão e os Ronaldos)[4]
- 1984 - Profana (Gal Costa)[4]
- 1985 - Décadence avec élégance / Mal Nenhum (Lobão e os Ronaldos)[4]
- 1985 - Bem Bom (Gal Costa)[4]
- 1986 - Canos Silenciosos (Lobão)[4]
- 1986 - Fagner (Fagner)[4]
- 1986 - Revanche (Lobão)[4]
- 1986 - Rubi (Alceu Valença)[4]
- 1986 - Stray Cat Gomalina/I Love You (Os Ronaldos)[4]
- 1986 - O Rock Errou (Lobão)[4]
- 1986 - Longe Demais das Capitais (Engenheiros do Hawaii)[4]
- 1986 - Lulu (Lulu Santos)[4]
- 1991 - Várias Variáveis (Engenheiros do Hawaii)[4]
- 1994 - Assim Caminha a Humaniade (Lulu Santos)